# ヴィーナス・ペーター
ヴィーナス・ペーター（Venus Peter）は、1990年から1994年まで活動した日本の音楽グループ。2006年に1年間限定で再結成。2019年から本格的に活動再開。

## 経歴
1990年6月、エクセ・ホモの元メンバー古閑裕とペニー・アーケードの元メンバー石田真人を中心に結成。当初は石田、古閑、土中康史、小松孝信の4人で活動していたが、「もっと明るい感じのネオアコをやろう」とボーカリストを探していたところ、イギリスから帰国間もないビロードの元メンバー沖野俊太郎を石田がバンドにスカウト、結成時のメンバーが揃う。バンド名は石田が雑誌『シティ・ロード』で「ビーナス・ピーター」という映画を見つけ、そのタイトルに惹かれて命名。"ペーター"は"ピーター"をドイツ語読みにしたもの。
歌詞はすべて英詞、音は基本的にイギリス志向の強いバンドとしてスタートした。同年9月24日、原宿CrocodileでのVelvet Crush来日公演でフロント・アクトとしてライブ・デビュー。以降、雑誌『REMIX』主催の"REMIX NIGHT"や、"Bland New Skip"などDJ加入型のクラブ・イベントに出演。
1991年8月25日、ワンダー・リリースよりアルバム『LOVEMARINE』リリース。9月30日付オリコン・インディーズチャートおよび、9月23日付カレッジ・ラジオ・ジャパン（CRJ）チャートでともに初登場1位を獲得。
1992年1月23日、渋谷ON AIRでのライブ"WONDER RELEASE NIGHT"にて、ワンダー・リリースに籍を置いたままポリスター傘下のトラットリアと契約、メジャーデビューが発表される。3月からレコーディングを開始し、6月に完成したアルバム『SPACE DRIVER』を9月2日にリリース。
1993年6月25日、それまで培った数多くのライブでの成果をもとに、ダンス・フロアを意識しない正攻法のアプローチで3作目のアルバム『BIG "SAD" TABLE』をリリース。サイモン&ガーファンクル「ボクサー」のカヴァーを含む2曲以外は全曲日本語詞という、彼らにとってはかなりの挑戦であったが、それまで完全洋楽志向だったバンドにとって明確なソングライティングの方法論を確立する以前にアプローチした結果、技術的な問題をクリアできなかったため、もともとソロ・アーティストとしての資質が強かった沖野がバンドからの離脱を表明。沖野は違うメンバーを入れて活動を継続して欲しいと考えていたが、沖野に替わるボーカリストはいないというリーダー、石田の意向でバンドの解散が決定。1994年2月6日、渋谷CLUB QUATTROでのライブをもって解散した。
2005年、沖野の働きかけで1年の期間限定で再結成。同年12月10日、下北沢CLUB Queにて「RE:UNION LIVE」を開催。2006年には13年ぶりのオリジナル・アルバム『Crystalized』をリリース。2007年12月8日に下北沢Club 251で開催されたライブを最後に期間限定での活動を終了。その後も2010年、2012年、2013年、2014年と散発的にライブを行い、2019年1月に正式に活動再開を発表。過去のデモからの発掘された「15th トランペット」「contact」を1月に配信限定にてリリース。同年12月には7インチ・シングル「Heartbeat」を数量限定にてリリース。

## メンバー
- 沖野俊太郎（おきの しゅんたろう 1967年3月23日- ） - Vo, AG.
- 石田真人（いしだ まさと 1964年6月29日- ） - G.
- 土中康史（どなか やすし 1966年8月2日- ） - G.
- 古閑裕（こが ゆたか 1965年9月6日- ） - B.　※後にK.O.G.A Records社長
- 小松孝信（こまつ たかのぶ 1966年9月29日- ） - Dr.

## ディスコグラフィー

### スタジオ・アルバム
1. LOVEMARINE （1991年8月25日） –  CD:WRR-1
2. SPACE DRIVER （1992年9月2日） –  CD:PSCR-5235 (Trattoria MENU.5)
3. BIG "SAD" TABLE （1993年6月25日）  –  CD:PSCR-5018 (Trattoria MENU.17)
4. Crystalized （2006年9月6日） –  CD:KOCA-30

### ベスト・アルバム
1. THE BEST OF V.P （1996年10月25日） –  CD:PSCR-5544 (Trattoria MENU.108)
2. DELUXE EDITION (THE BEST OF V.P) （2006年9月6日）  –  2CD:MTCD-5020/21 (FC+001)

### ライブ・アルバム
1. AULD LANG SYNE -1993 SUMMER- （1996年11月21日）  –  CD:WRR-36

### リイシュー・アルバム
1. SPACE DRIVER （2000年3月21日）  –  LP:KOVP-001
2. LOVEMARINE+Obsession （2003年7月23日）  –  CD:UKWR-003

### シングル
1. Jumboring （1990年9月24日）  –  Cassette Tape
2. Doo Bee Free （1991年8月10日）  –  12":WRR-2
3. Obsession ep （1991年12月10日）  –  CD:WRR-5, 12":WRR-6
4. STAR PARADE （1992年11月1日）  –  CD:PSCR-1064 (Trattoria MENU.6)
5. Shotgun Blues （1994年3月25日）  –  CD:PSCR-5093 (Trattoria MENU.33)
6. Bobby ep （1994年秋）  –  7":ER-146
7. Hands e.p. （2006年7月8日）  –  CD:KOGA-185
8. Nowhere EP （2014年6月4日）  –  CDːKOCA-79
9. 15th トランペット / Contact （2019年1月23日）  –  デジタル・ダウンロード
10. Heartbeat （2019年12月25日）  –  7"ːKOGA-218

### 映像
1. LIVE EARLY DAYS （1994年5月25日）  –  VHS:WRR-25
2. THE LAST SHOW Live at Liquidroom Ebisu [Dec. 9th 2006] （2007年3月28日） –  DVD:KOBA-34

### オムニバス等
1. BLOW UP （1991年11月27日） –  CD:CRUELCD 001
「Painted Ocean」,「One Peter」収録
2. Brand New Skip Decoration （1992年4月21日） –  CD:QTCA-1003
「Fall (Remix)」収録
3. Cloverleaf – Wonder Release Single Compilation （1992年7月25日）  –  CD:WRR-14
「Doo Be Free (House Remix)」,「Flood Of Roses」収録
4. A Tribute To Felt （1995年6月）  –  CD:ER-1001
「Primitive Painters」収録
5. A Tribute To Galaxie 500 （1996年6月20日）  –  7":ER-150
「Blue Thunder」収録

## タイアップ一覧
| 使用年 | 曲名              | タイアップ                                         |
| ------ | ----------------- | -------------------------------------------------- |
| 1992年 | EVERY PLANETS SON | テレビ東京系『ファッション通信』オープニングテーマ |